# نقشه‌بالان
نقشه‌بالان (نام علمی: Cyrestinae) نام یک زیرخانواده از خانواده فرچه‌پایان است.